# アブラアム・パツスカ・ダ・シウヴェイラ
アラケン・パツスカ（Araken Patusca）こと、アブラアム・パツスカ・ダ・シウヴェイラ（Abraham Patusca da Silveira, 1905年7月17日 - 1990年1月24日）は、ブラジル、サンパウロ州出身の元サッカー選手。ポジションはフォワード。
1923年から1939年まで現役を続け、サントスFCやサンパウロFCなどでプレーした。1927年から3年連続でサントスFCをサンパウロ州選手権準優勝に導き、1927年には31ゴールを挙げて得点王にも輝いた。その他1925年から4年連続でクラブ得点王となり、1929年のアトラス・フラメンゴ戦でクラブ通算1000得点目も記録。サントスでは199試合に出場し、177得点を記録した。
その後サンパウロFCへと移籍し、1931年に初タイトルであるサンパウロ州選手権優勝を果たした。その後、再び所属したサントスFCでも同タイトルを獲得した。
第1回のFIFAワールドカップでブラジル代表に選ばれ、ユーゴスラビア戦に出場した。

## 所属クラブ
- サントスFC 1923-1929

→ CAパウリスターノ 1925（期限付き移籍）
- CRフラメンゴ 1930
- サンパウロFC 1930-1935
- サントスFC 1935-1938
- サンパウロFC 1939-1940

## 獲得タイトル

### クラブタイトル
- サンパウロ州選手権　1931, 1935

### 個人タイトル
- サンパウロ州選手権得点王　1927